# Karweiler
Karweiler ist ein Ortsteil und ein Ortsbezirk der verbandsfreien Gemeinde Grafschaft im Landkreis Ahrweiler in Rheinland-Pfalz. Der Ortsbezirk Karweiler hat zurzeit 634 Einwohner. Bis zur Eingliederung in die im Jahr 1974 neu gebildete Gemeinde Grafschaft war Karweiler eine eigenständige Gemeinde. Zum heutigen Ortsbezirk Karweiler gehört der Wohnplatz Tornfelderhof. Bis zum 6. Dezember 1935 war der amtliche Gemeindename „Carweiler“.

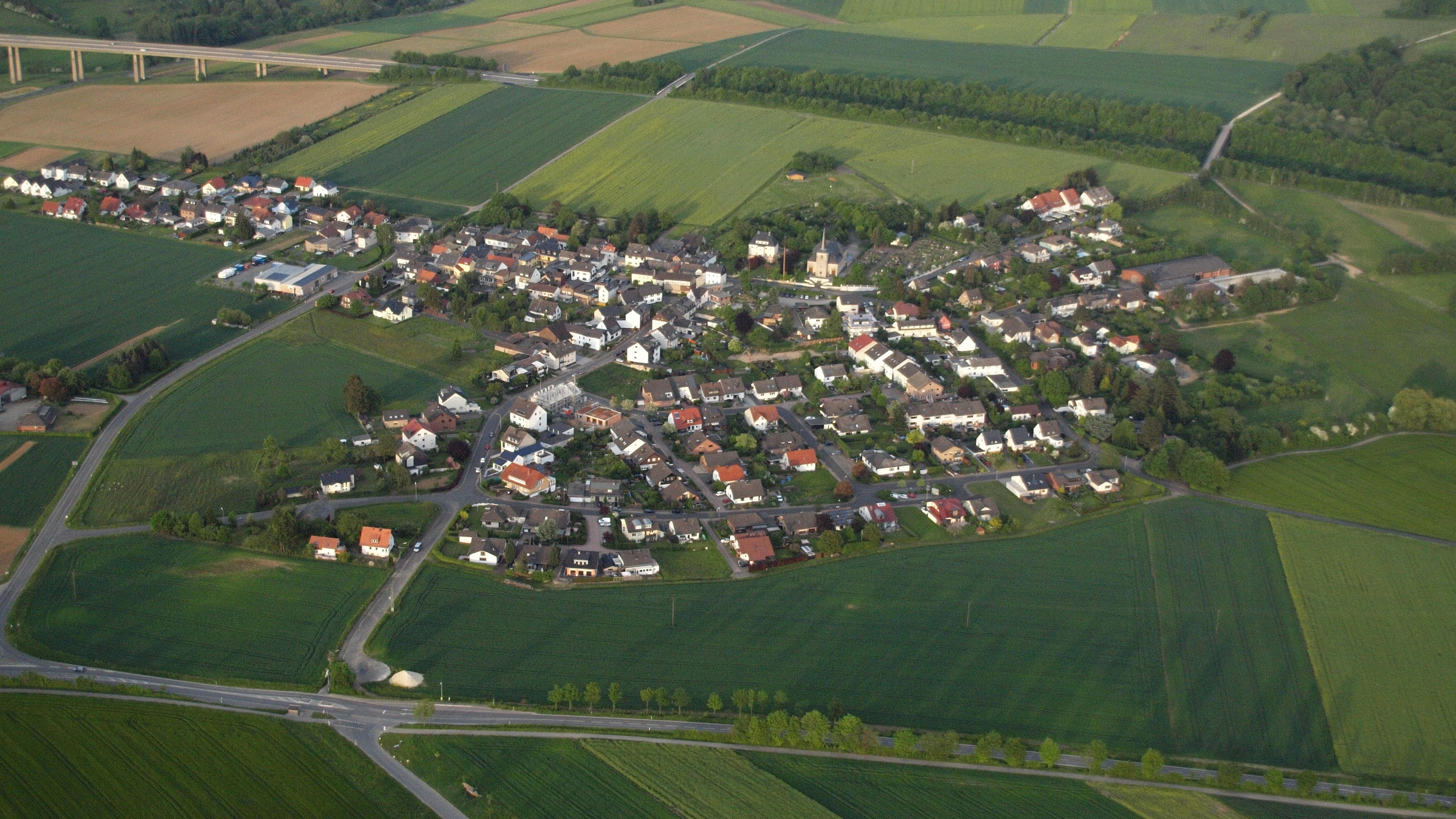
Karweiler, Luftaufnahme (2015)

## Geographie
Der Ort Karweiler liegt im Südosten der Gemeinde Grafschaft am Fuße der Vulkaneifel. Zwei Kilometer südlich von Karweiler liegt die Stadt Bad Neuenahr-Ahrweiler. Die nächste Großstadt Bonn ist etwa 25 km entfernt und liegt im Norden. Benachbarte Ortschaften sind Bengen, Lantershofen und Ringen.

## Geschichte
Die erste urkundliche Erwähnung des Ortes Karweiler mit seiner Kirche erfolgte am 31. März 1131, als Papst Innozenz II. dem Bonner Cassius-Stift eine Reihe von Besitzungen bestätigte. Darunter auch den Besitz der Kirche in Karweiler: calewiiere ecclesiam cum decimis – „Karweiler, Kirche mit dem Zehnten“. Insgesamt sind in dieser Urkunde 30 Kirchen aufgeführt.
Karweiler gehörte bis zum Ende des 18. Jahrhunderts zur Grafschaft Neuenahr, die zeitweise selbst die Landeshoheit ausübte. Im Jahre 1794 besetzte das Französische Revolutionsheer das Rheinland, Karweiler wurde unter der Französischen Verwaltung der Mairie Ringen im Kanton Remagen und dem Rhein-Mosel-Département zugeordnet. Nach dem Wiener Kongress kam das Gebiet zum Königreich Preußen, Karweiler wurde eine eigenständige Gemeinde, die 1816 der neu gebildeten Bürgermeisterei Gelsdorf im Kreis Ahrweiler im Regierungsbezirk Koblenz zugeordnet wurde. 1817 hatte Karweiler (damals noch „Carweiler“ geschrieben) 151 Einwohner. 1936 wurde die vorherige Bürgermeisterei Gelsdorf in Amt Ringen umbenannt und von 1968 bis 1974 gehörte die damalige Ortsgemeinde Karweiler zur Verbandsgemeinde Ringen.
Im Zuge der rheinland-pfälzischen Verwaltungs- und Gebietsreform wurde mit Wirkung vom 16. März 1974 die verbandsfreie Gemeinde Grafschaft neu gebildet. Der Gemeinderat von Karweiler hatte sich mit sechs zu vier Stimmen für die Eingemeindung ausgesprochen.

## Politik

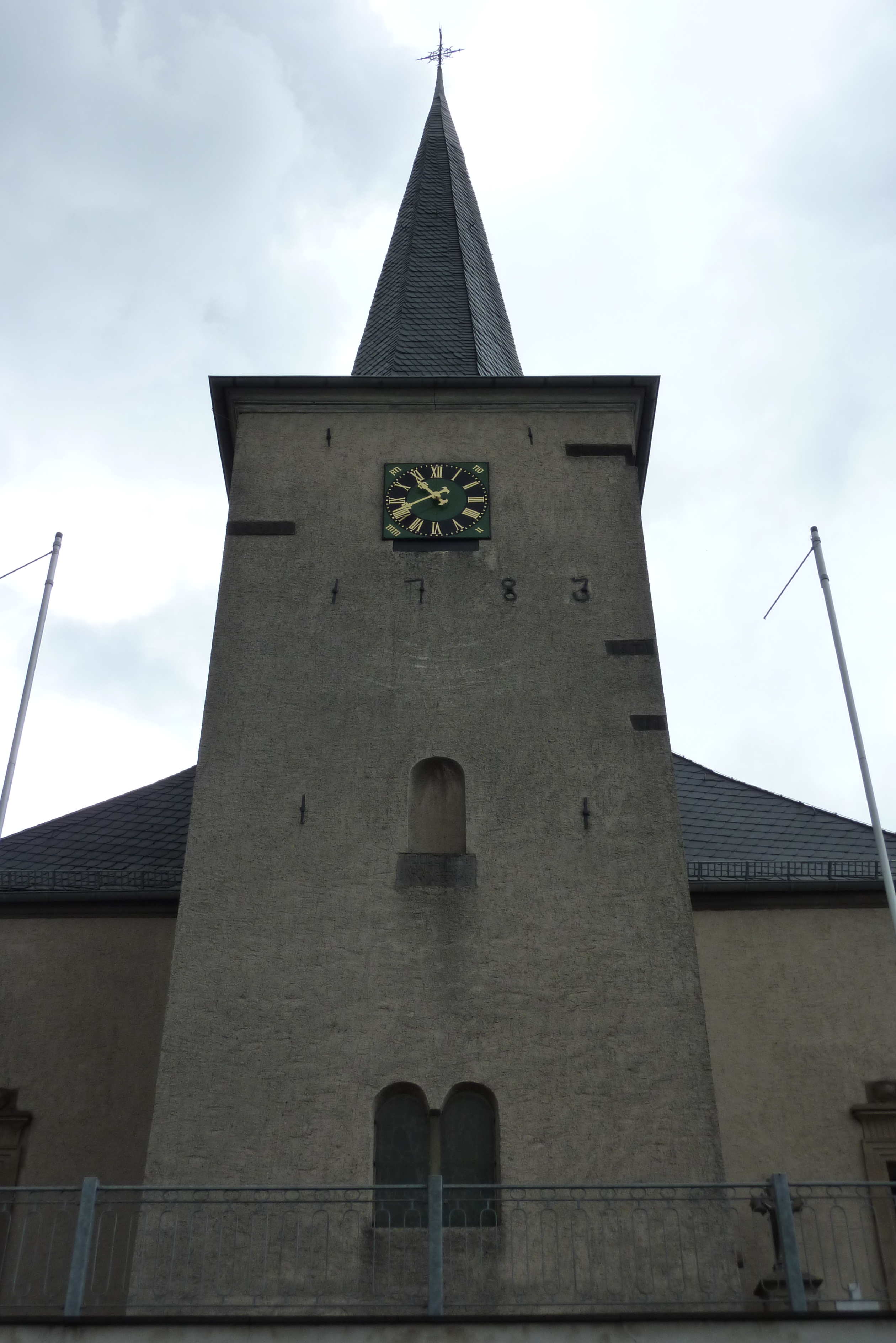
Westturm von St. Katharina

### Ortsbezirk
Karweiler ist einer von elf Ortsbezirken der Gemeinde Grafschaft. Er wird durch einen Ortsbeirat und einem Ortsvorsteher vertreten.

### Ortsbeirat
Der Ortsbeirat besteht aus sieben Mitgliedern, die bei der Kommunalwahl am 9. Juni 2024 in einer personalisierten Verhältniswahl gewählt wurden, und dem ehrenamtlichen Ortsvorsteher als Vorsitzendem.
Die Sitzverteilung im Ortsbeirat:
| Wahl | SPD | CDU | Gesamt  |
| ---- | --- | --- | ------- |
| 2024 | 2   | 5   | 7 Sitze |
| 2019 | 3   | 4   | 7 Sitze |
| 2014 | 2   | 5   | 7 Sitze |
| 2009 | 2   | 5   | 7 Sitze |

### Ortsvorsteher
Detlef Lypken (CDU) wurde am 2. Juli 2024 Ortsvorsteher von Karweiler. Bei der Direktwahl am 9. Juni 2024 war er als einziger Bewerber mit 88,2 % für fünf Jahre gewählt worden.
Lypkens Vorgänger Dieter Bornschlegl (SPD) hatte das Amt 2019 übernommen. Bei der Stichwahl am 16. Juni 2019 war er mit einem Stimmenanteil von 56,96 % für fünf Jahre gewählt worden, nachdem sich bei der Direktwahl am 26. Mai 2019 keiner der ursprünglich drei Bewerber durchgesetzt hatte. Nach einer Wahlperiode kandidierte er bei der Wahl 2024 nicht erneut als Ortsvorsteher. Bornschlegls Vorgänger Albert Mertens (CDU) war 2019 nach 20 Jahren im Amt nicht erneut als Ortsvorsteherkandidat angetreten.

## Sehenswürdigkeiten
In Karweiler befinden sich einige Kulturdenkmäler.
- Die katholische Kirche St. Katharina, ein dreischiffiger Bau von 1924, Architekt Peter Marx aus Trier; der Westturm trägt die Jahreszahl 1783

In der Außenmauer sind etwa 30 Grabsteine eingelassen
- Eine Hofreite, Fachwerkhaus etwa 1800 errichtet und im 19. Jahrhundert aufgestockt (Bengener Straße 16)
- Ein Grabkreuz aus dem 19. Jahrhundert (Bengener Straße)